# Анкарски вилајет
Анкарски вилајет (тур. Ankara ili) у централној Турској је локација престонице државе, града Анкаре.

## Географија
Смештена је на пространим равницама Анадолије, са планинским шумама на северу и сувим равницама око Коније на југу. Равница је наводњавана сливовима река Кизилирмак и Сакарија, акумулацијом Саријар и многим природним језерима. 50% земље се користи за земљорадњу, 28% је шумовито, а осталих 10% су ливаде и пашњаци. Велико слано језеро Туз Голу се делимично налази у вилајету. Највиша тачка вилајета је 2.015 m на планини Ишик.
Клима: лета су врућа и сува, пролеће и јесен кишовити, зиме хладне и снежне. Север вилајета је влажнији од југа.
Простире се на површини од 25.706 km², на том простору живи 4.771.716 становника. Густина насељености износи 185,6 ст./km².

## Историја
Историју овог подручја обележиле су бројне велике цивилизације и личности, укључујући Фригијце, Лидијце, Персијанце, Александра Великог и Галаћане. Град Анкара постао је утврда Византинаца, потом су га освојили Турци Селџуци, а затим Османско царство. Изабрао ју је Мустафа Кемал Ататурк као место турског парламента 1920. године, а потом 1923. године за престоницу Републике Турске.

## Окрузи
- Акјурт
- Алтиндаг
- Ајаш
- Бала
- Бејпазари
- Чамлидере
- Чанкаја
- Чубук
- Елмадаг
- Етимесгут
- Еврен
- Голбаши
- Гудул
- Хајмана
- Калеџик
- Казан
- Кечиорен
- Кизилџахамам
- Мамак
- Налихан
- Полатли
- Синџан
- Јенимахале
- Шерефликочхисар